# 阿诺尔德·阿道夫·贝特霍尔德
阿诺尔德·阿道夫·贝特霍尔德（德語：Arnold Adolph Berthold；1803年2月26日—1861年1月3日）是一位德国生理学家和动物学家。1819年在哥廷根学习医学，在约翰·弗里德里希·布卢门巴赫（1752-1840）指导下完成了论文。贝特霍尔德1825年成为私人讲师，在哥廷根大学教生理学，并在那里度过了他余下的职业生涯。他实验研究了性腺在第二性征的发育上的作用，被称为内分泌学的先驱。他出版了研究爬行动物、两栖动物以及禽类生理学的许多重要著作。